# Skalenie
Skalenie, szpat polny – najpospolitsze minerały w skorupie ziemskiej.
Skalenie są glinokrzemianami przestrzennymi potasu, sodu, wapnia, rzadziej baru. Zawierają izomorficzne domieszki litu, rubidu, cezu, strontu i żelaza.
Grupa skaleni obejmuje szereg minerałów o zróżnicowanym składzie chemicznym i różnej postaci kryształów. Tworzą one kryształy mieszane, w których wzajemnemu podstawieniu ulega jedna lub dwie pary jonów.

## Podział skaleni
Ze względu na skład chemiczny skalenie dzielą się na:
- plagioklazy – skalenie sodowo-wapniowe. Pospolite są plagioklazy będące mieszaninami tych dwóch skaleni: oligoklaz, andezyn, labrador, bytownit, celsjan – skaleń barowy (bardzo rzadki).
  - albit – skaleń sodowy
  - anortyt – skaleń wapniowy
- skalenie potasowe
  - ortoklaz
    - adular
    - sanidyn

  - mikroklin
    - amazonit

## Występowanie

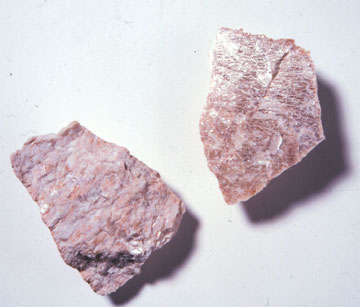
skaleń potasowy

Są obok kwarcu najważniejszymi minerałami skałotwórczymi większości skał magmowych (przeważnie jako składniki jasne, wyjątkowo tylko mają barwę ciemną), stanowią bowiem blisko 60% objętości ich składu mineralnego. Ważną rolę skałotwórczą odgrywają także w pospolitych skałach metamorficznych. Skalenie występują również w skałach osadowych, głównie jednak jako składnik allogeniczny. Są też ważnymi komponentami materiału glebowego. Można znaleźć je również w pegmatytach i żyłach hydrotermalnych.

## Szlachetne odmiany skaleni
- adularowy kamień księżycowy
- amazonit
- kamień słoneczny
- labrador